# مريجان (لاريجان السفلي)
مریجان (بالفارسية: مریجان) هي قرية تقع في إيران في قسم لاریجان السفلی الريفي. يقدر عدد سكانها بـ 15 نسمة .